# خوانا كالديرون تابيا
خوانا كالديرون تابيا (1822-1897م) كانت زوجة المحامي والأستاذ والصحفي والسياسي المكسيكي خوسيه ماريا إغليسياس والذي كان رئيسًا لمكسيك بين عامي 1876م و1877م.

## حياتها
ولدت خوانا كالديرون تابيا في بويبلا عام 1822م، حيث كانت ابنة خوسيه ماريا توماس إغناسيو كالديرون غارسيس (1780-1834م)، وهو رجل عسكري، كان حاكم ولاية بويبلا في مناسبات مختلفة وزوجته ماريا جوزيفا دي لا لوز تابيا بالبوينا، من أصول مارافاتيو، وكانت أخت أم ملكور أوكامبو بالعماد. حصلت على تعليم جيد، وهو أمر غير معتاد في ذلك الوقت. حيث تيتمت في سن مبكرة وبعد ذلك، عاشت مع جدها لأمها خوسيه سيمون تابيا، قائد الميليشيا المؤقتة وفوج باتزكوارو، الذي تعلمت فيه الكتابة في منزلها.
قام رئيس المكسيك المقبل، الجنرال بيدرو ماريا دي أنايا، بتعليمها اللغة الفرنسية والتي تعلمت فيما بعد قراءتها وكتابتها وترجمتها. فكانت امرأة مثقفة جدًا. أحبت كالديرون القراءة، حيث قرأت كتبًا من المكسيك وفرنسا وإسبانيا، وخاصة الشعر.
تزوجت كالديرون من خوسيه ماريا إغليسياس في مايو 1849م في كويريتارو؛ فكان الكاهن المسؤول في حفل الزفاف أسقف تولانسينجو. 
ركزت خوانا بالكامل على منزلها ورعاية أطفالها الأربعة وأنجبا طفلين آخرين لكنهما لم يبقيا على قيد الحياة حتى سن الرشد:
خوسيه ماريا إغليسياس كالديرون (مكسيكو سيتي؛ 15 مارس 1850م)
كارلوس إغليسياس كالديرون (مكسيكو سيتي، 10 ديسمبر 1851م)
جوليا إغليسياس كالديرون (مكسيكو سيتي، 27 أبريل 1853م)، لم تتزوج قط.
فرناندو إغليسياس كالديرون (مكسيكو سيتي؛ منذ 30 مايو 1856م حتي 26 مايو 1942م) فكان ليبراليًا مثل والده وعندما فازت ثورة ماديرو الدستورية، شغل منصب عضو مجلس الشيوخ عن ديستريتو الفيدرالية في الفترة من 1912م حتى 1913م ومن 1920م حتى عام 1924م وهو رئيس الحزب الليبرالي في عام 1912م. 
عُرض عليه ثلاث مرات منصب وزير الخارجية (سكرتارية دي ريلاسيونيس الخارجيين) ورفضه في إدارتي فرانسيسكو ماديرو فينوستيانو كارانزا وأدولفو دي لا هويرتا، الذي عينه لاحقًا سفيراً في واشنطن العاصمة، حيث خدم حتى عام 1923م.
كما اشتهر فرناندو إغليسياس كالديرون بأنه مؤرخ وصحفي، له عدة كتب من بينها: خيانة ماكسيميليان ومصلى التكفير؛ وأنانية أمريكا الشمالية أثناء التدخل الفرنسي، والخيانات المزعومة لخواريز.
فكتب نجله فرناندو إغليسياس «قالت دونيا جوانا إن المرأة تشكل شخصية الرجل وليس لتقويض زوجها دائما توافق على قرار ذبحه».
وفي زواجها، عانت كالديرون من الانفصال والأخطار المتعلقة بالمهنة السياسية لزوجها، الذي بالكاد قضى شهورًا كرئيس مؤقت للمكسيك. ثم توفي في عام 1891م حيث عادت كالديرون إلى حياتها الخاصة ولم تخرج أو تستقبل زوارًا أبدًا وعاشت حياة متواضعة. 
توفيت «المرأة ذات المظهر اللطيف»، كما توصف أحيانًا، بسلام في منزلها عام 1897م.